# Shelagh Delaney
Shelagh Delaney, all'anagrafe Sheila Mary Delaney (Broughton, 25 novembre 1938 – Suffolk, 20 novembre 2011) è stata una drammaturga e sceneggiatrice britannica.

## Biografia
Figlia di Joseph Delaney ed Elsie Tremlow, nacque a Broughton nel 1938 e fece il suo esordio da drammaturga nel 1958 con la commedia drammatica Sapore di miele. L'opera ottenne un grande successo sulle scene londinesi, rimanendo in cartellone per oltre trecentocinquanta rappresentazioni e fu poi portata in scena anche a Broadway e riproposto a Londra in numerose occasioni.
Nel 1961 co-scrisse con Tony Richardson la sceneggiature dell'adattamento cinematografico omonimo della pièce, vincendo così il BAFTA alla migliore sceneggiatura britannica. Nel 1985 fu eletta membro della Royal Society of Literature.
Morì a Suffolk nel 2011 pochi giorni prima del suo settantatreesimo compleanno.

## Filmografia parziale
- Sapore di miele (A Taste of Honey), regia di Tony Richardson (1961)
- L'errore di vivere (Charlie Bubbles), regia di Albert Finney (1967)
- Ballando con uno sconosciuto (Dance with a Stranger), regia di Mike Newell (1985)
- L'uomo della stazione (The Railway Station Man), regia di Michael Whyte (1992)